# Macledium kirkii
Macledium kirkii là một loài thực vật có hoa trong họ Cúc. Loài này được (Harv.) S.Ortiz mô tả khoa học đầu tiên năm 2001.